# Eduard Chaloupka
Eduard Chaloupka (* 11. August 1902 in Wien; † 5. September 1967 ebenda) war Jurist und Spitzenbeamter im Österreich der Nachkriegszeit.

## Leben

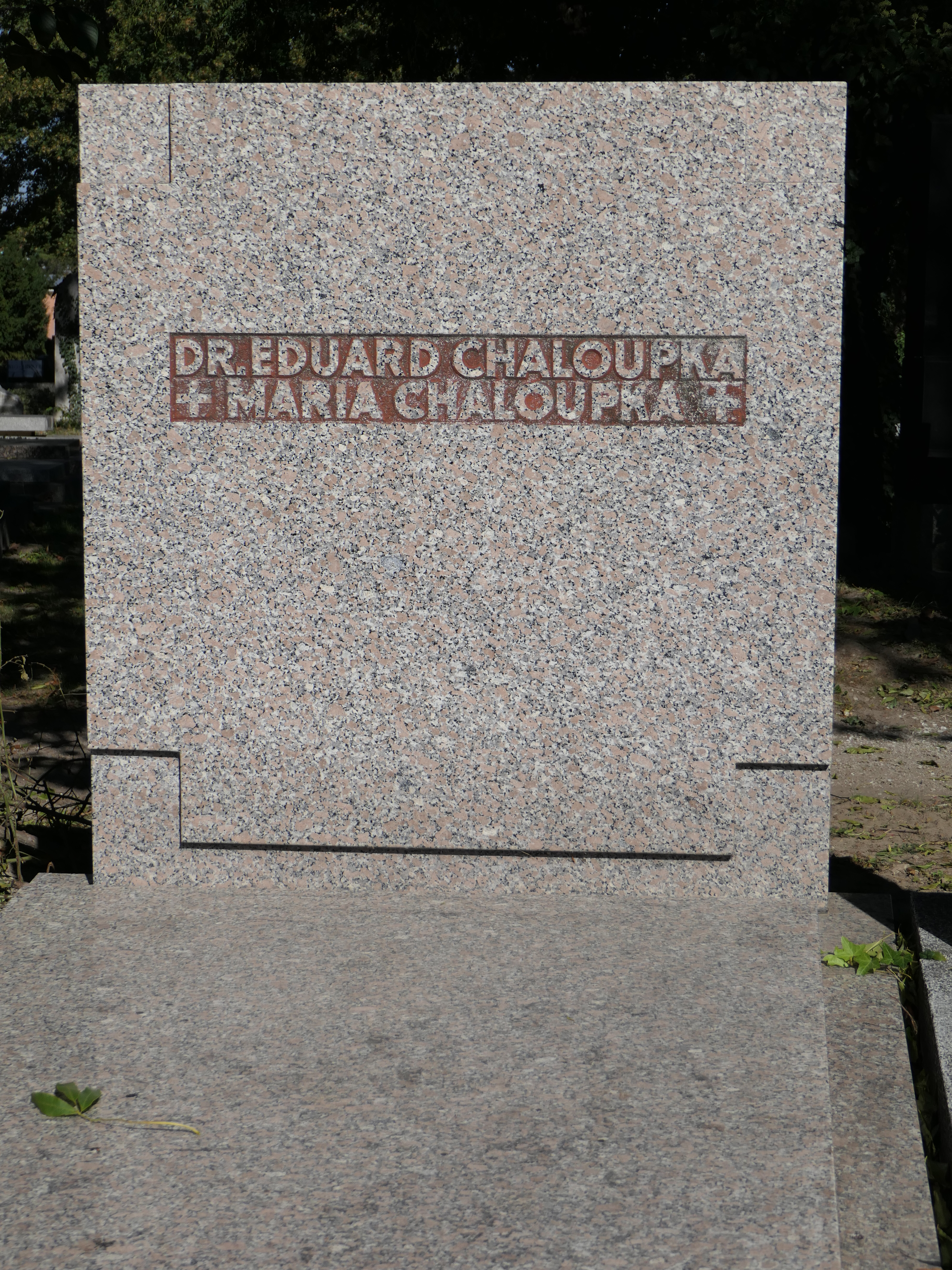
Grab von Eudard Chaloupka

Chaloupka trat 1927 in den niederösterreichischen Landesdienst ein (Referententätigkeit für Armenfürsorge und Sekretär des Landeshauptmann-Stellvertreters Oskar Helmer). Seit 1934 war er im neu geschaffenen Bundeskommissariat für Personalwesen im Bundeskanzleramt tätig. Nach dem Anschluss 1938 wurde er mehrfach verhaftet und aus dem Staatsdienst entlassen. Er war an der Gründung und Arbeit von aktiven Widerstandszellen gegen die Nationalsozialisten beteiligt. 1945 erfolgte sein Wiedereintritt in den Staatsdienst. Ab 1946 war er Präsidialchef, von 1947 bis zu seinem Tod Sektionschef im Bundeskanzleramt. Sein Nachfolger wurde der bisherige Leiters des Rechtsreferates, der Senatsrat Roland Jiresch.
Eduard Chaloupka war Mitglied und Gründungsbursch der katholischen Studentenverbindungen K.ö.St.V. Frankonia Wien im MKV (seit 1919) und K.A.V. Bajuvaria Wien im ÖCV (seit 1920). In der Bajuvaria hatte Chaloupka nicht nur als Student, sondern das ganze Leben lang Spitzenfunktionen inne, von 1929 bis 1967 war er deren Philistersenior. Als Vorsitzender des ÖCV-Beirates wirkte Chaloupka von 1955 bis zu seinem Tod 1967. Für seine Verdienste wurde ihm posthum die höchste Ehrung des ÖCV, das Band „in vestigiis Wollek“, verliehen. Zum Zeitpunkt seines Todes war er Mitglied in 12 katholischen Studentenverbindungen (9 im ÖCV (u. a.  K.A.V. Bajuvaria Wien und AV Austria Innsbruck), 2 im MKV und eine im KÖL (K.Ö.L. Maximiliana Wien)).
Sein Grab befindet sich im Bereich der Ehrengräber auf den Wiener Zentralfriedhof.

## Auszeichnungen (chronologisch)
- 1933: Österreichische Kriegserinnerungsmedaille
- 1933: Ungarische Weltkriegs-Erinnerungsmedaille
- 1934: Päpstliches Ehrenkreuz Pro Ecclesia et Pontifice
- 1935: Ehrenzeichen II. Klasse vom Roten Kreuz
- 1936: Ritterkreuz des Österreichischen Verdienstordens
- 1953: Komturkreuz des päpstlichen Gregoriusordens
- 1954: Goldenes Ehrenzeichen für Verdienste um die Republik Österreich
- 1955: Großes Verdienstkreuz mit Stern und Schulterband des Deutschen Verdienstordens
- 1955: Großoffizier des großherzoglich luxemburgischen Ordens der Eichenkrone
- 1955: Großoffizier des königlich niederländischen Ordens von Oranien-Nassau
- 1955: Großkreuz des kambodschanischen Ordens Sahamatrei
- 1956: Großkreuz des Ordens des Sterns von Äthiopien
- 1957: Großoffizier des königlich griechischen Ordens Georgs I.
- 1957: Magistral-Großkreuz des Souveränen Malteser Ritterordens (1955 Magistral-Ritter)
- 1958: Großkreuz des fürstlich liechtensteinischen Verdienstordens
- 1959: Großes Silbernes Ehrenzeichen mit dem Stern für Verdienste um die Republik Österreich[3][4]
- 1959: kaiserlich japanischer Orden des Heiligen Schatzes I. Klasse
- 1959: Großkreuz des argentinischen Mai-Ordens
- 1959: Großkreuz des königlich belgischen Ordens Leopold II.
- 1960: Großkreuz des kaiserlich iranischen Homayoun-Ordens
- 1960: Bayerischer Verdienstorden
- 1961: Großoffizier der französischen Ehrenlegion
- 1961: Großkreuz des königlich schwedischen Nordstern-Ordens
- 1961: Großkreuz des finnländischen Löwenordens
- 1962: Großkreuz des königlich dänischen Danebrog-Ordens
- 1962: Großkreuz des königlich niederländischen Ordens von Oranien-Nassau
- 1963: Großkreuz des Verdienstordens des Souveränen Malteser Ritterordens
- 1963: Großkreuz des liberianischen Ordens der afrikanischen Befreiung
- 1964: Österreichische Olympia-Medaille
- 1964: Orden der Krone Thailands I. Klasse
- 1966: Großkreuz des königlich norwegischen St. Olaf Ordens
- 1967: Orden der Jugoslawischen Fahne I. Klasse (am Bande)
- 1978: posthum Ehrenzeichen für Verdienste um die Befreiung Österreichs[5]